# Isla El Muerto
Isla El Muerto är en ö i Mexiko.   Den ligger i delstaten Baja California, i den nordvästra delen av landet, 2 000 km nordväst om huvudstaden Mexico City. Arean är 1,8 kvadratkilometer.
Terrängen på Isla El Muerto är lite kuperad. Öns högsta punkt är 164 meter över havet. Den sträcker sig 1,6 kilometer i nord-sydlig riktning, och 2,3 kilometer i öst-västlig riktning.